# 2004 PV107
2004 PV107 est un objet transneptunien de magnitude absolue 5,9. Son diamètre est estimé à 242 kilomètres. Son arc d'observation est de seulement 1 jour.